# Afonso de Albuquerque
Afonso de Albuquerque, duque de Goa (Alhandra, Portugal, 1453-Goa, India, 16 de diciembre de 1515), llamado «El Grande», «César del Oriente», «León de los Mares», «El Terrible», o el «Marte Portugués», fue un fidalgo, militar y célebre almirante y conquistador portugués, cuyas acciones militares y políticas contribuyeron a la creación del Imperio portugués en el océano Índico. Como 2.º virrey de la India portuguesa expandió y consolidó con una administración ejemplar las posesiones coloniales en Oriente.
Se educó en la corte de Alfonso V. Acompañó a la guerra con Castilla a Juan II en 1476. En 1480, partió en una escuadra para socorrer a Fernando I de Nápoles que estaba siendo atacado por los turcos y, en 1486, en otra para la defensa de la fortaleza de Chistosa junto a la ciudad de Larache. En 1503, con tres naves cada uno, parte a la India con su primo Francisco de Albuquerque, participando en varias batallas y estableciendo relaciones con Colombo. Manuel I le envió de nuevo a Oriente acompañado de Tristão da Cunha para tomar posesión del cargo de virrey de las Indias en 1509, en sustitución de Francisco de Almeida, quien rehusó entregarle el mando y lo encerró tres meses en la fortaleza de Cananaor en Malabar.
Una vez liberado y en posesión de su cargo, trató de conquistar Calicut sin éxito aunque si consiguió tomar posesión de Goa en 1510, convirtiéndola en capital de las Indias Portuguesas. Conquistó Socotora, Curiati (Kuryat), Sohar, Khor Fakkan, Kalhat, Mascate (Omán), Hormuz (Golfo Pérsico), Ceilán y Malaca, con lo que consiguió someter a numerosas islas malayas, entre ellas Java y Sumatra. En 1513, bombardeó Adén y penetró en el mar Rojo, siendo el primer europeo que lo hizo al mando de una escuadra de guerra. Inició contactos para aliarse con el negus de Abisinia y formuló el ambicioso proyecto de desviar el Nilo hacia el mar Rojo con el fin de anular la competencia de Suez a los puertos indios controlados por Portugal. A partir de 1514 se dedica a la diplomacia, firmando la paz con Calicut y enriqueciendo Goa, donde trató de crear una raza mestiza propiciando matrimonios de portugueses con indígenas. Tras su muerte su cuerpo fue enterrado en el convento de Nossa Senhora da Graça de los Religiosos Eremitas de Santo Agostinho da corte.
Dejó un hijo natural, Brás de Albuquerque, que narró la vida de su padre en la obra Comentarios do Grande Afonso de Albuquerque. Camões celebró sus empresas en Os Lusíadas.
Afonso de Albuquerque es reconocido como un genio militar por el éxito de su estrategia de expansión: procuró cerrar todos los pasos navales para el Índico —en el Atlántico, en el mar Rojo, en el golfo Pérsico y en el océano Pacífico— construyendo una cadena de fortalezas en puntos clave para transformar ese océano en un mare clausum portugués, sobreponiéndose al poder de los otomanos, árabes y sus aliados hindus.
Destacó tanto por la ferocidad en batalla como por los muchos contactos diplomáticos que estableció. Nombrado gobernador después de una larga carrera militar en el norte de África, en apenas seis años —los últimos de su vida— con una fuerza nunca superior a los cuatro mil hombres logró establecer la capital del Estado portugués de la India en Goa; conquistar Malaca, punto más oriental del comercio en el Índico; llegar a las ambicionadas Ilhas das especiarias, las islas Molucas; dominar Ormuz, la entrada del golfo Pérsico; y establecer contactos diplomáticos con numerosos reinos de la India, Etiopía, reino de Síam, Persia y hasta a China. Adén sería el único punto estratégico cuyo dominio no consiguió, aunque capitaneó la primera flota europea que navegó por el mar Rojo, remontando el estrecho de Bab el-Mandeb. Poco antes de su muerte fue agraciado con el título de virrey y «duque de Goa» por el rey Manuel I, que nunca disfrutó, aunque fue el primer portugués en recibir un título allende el mar y el primer duque nacido fuera de la familia real. Fue el segundo europeo en fundar una ciudad en Asia (el primero fue Alejandro Magno).

## Primeros años

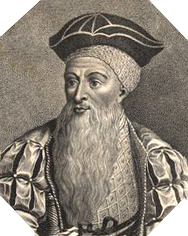
Retrato de Afonso de Albuquerque.

Afonso de Albuquerque nació en Alhandra, en las afueras de Lisboa, en el año 1453. Fue el segundo de los cuatro hijos de Gonçalo de Albuquerque, señor de Vila Verde dos Francos, y de Leonor de Meneses, hija de Álvaro Gonçalves de Ataíde, conde de Atouguia. A través de su padre, que desempeñaba un importante cargo en la corte, descendía por vía natural de la familia real portuguesa. Fue educado en matemáticas y en latín clásico en la corte de Alfonso V, donde creció y se hizo amigo del príncipe João, futuro rey.
Afonso de Albuquerque sirvió diez años en el norte de África, donde ganó experiencia militar: en 1471 acompañó a Alfonso V en las conquistas de Tánger, Anafé y Arcila, donde pasó varios años como oficial de la guarnición. En 1476 acompañó al príncipe João en las guerras contra el Reino de Castilla, habiendo participado en la batalla de Toro. Participó en la escuadra enviada en 1480 en socorro de Fernando II de Aragón, Sicilia y Nápoles «para reprimir o furor dos turcos» de avanzar en la península itálica, en el golfo de Tarento, en Otranto, que culminaría con la victoria de los cristianos en 1481.
En 1481, cuando el príncipe João ascendió al trono como João II, Albuquerque regresó a Portugal y fue nombrado su estribeiro-mor (estribero mayor o jefe de la caballería). En 1489 volvió al servicio en el norte de África, donde mandó la defensa de la fortaleza de la Graciosa, situada en la isla que el río Luco forma junto a la ciudad de Larache y en 1490 formó parte de la guardia João II, habiendo regresado a Arzila en 1495, donde su hermano menor, Martim, murió combatiendo a su lado.

### Primera misión a la India
Cuando el nuevo rey Manuel I de Portugal accedió al trono, mostró cierta reticencia hacia Afonso de Albuquerque, íntimo del temido João II y diecisiete años más viejo. El 6 de abril de 1503, ya con una edad madura y una larga carrera militar, Afonso de Albuquerque fue enviado en su primera expedición a la India con su primo Francisco de Albuquerque, mandando cada uno tres naos donde seguían también Duarte Pacheco Pereira y Nicolau Coelho. Participaron en varias batallas contra Calicut, donde pudieron garantizar la seguridad en el trono al rajá de Cochín. A cambio de sus servicios recibieron permiso para construir una fortaleza portuguesa en Cochín que sería el primer asentamiento europeo en la India y el punto de partida para la expansión del imperio en Oriente y las relaciones comerciales con Coulão. De regreso al reino, en julio de 1504, mais cheio de glórias que de despojos (‘más lleno de glorias que de botines’), Afonso de Albuquerque fue bien recibido por Manuel I.

## Capitão-mor de la costa de Arabia (1506-09)

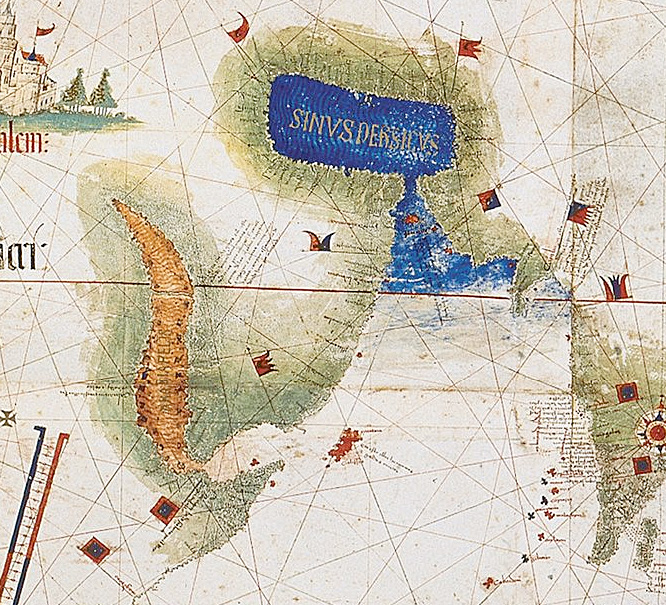
Mapa de 1502 representando el mar Rojo y la isla de Socotora (en rojo), en el golfo Pérsico (azul) con el estrecho de Ormuz (detalle del planisferio de Cantino

A principios de 1506, después de participar en delinear la estrategia para Oriente, el rey le confió una escuadra de cinco navíos en la armada de dieciséis navíos dirigida por Tristão da Cunha con destino a la India. Iban con el objetivo de tomar Socotora y ahí construir una fortaleza, con la esperanza de comerciar en el mar Rojo (o mar Vermelho, para los portugueses) transportando un fuerte de madera para apoyar los trabajos iniciales.
Afonso de Albuquerque iba como capitão-mor (‘capitán mayor’) de la «costa de Arabia» e «incluso Mozambique iría bajo la bandera de Tristán de Acuña». Llevaba una carta con una misión secreta, ordenada por el rey de, una vez cumplida la primera misión, sustituir al virrey D.Francisco de Almeida, que terminaba su mandato dos años después. Antes de partir legitimó un hijo natural nacido en 1500 e hizo su testamento.

### Toma de Socotora y Ormuz en el golfo Pérsico
El 6 de abril de 1506, las dos armadas partieron de Lisboa. Afonso de Albuquerque iba pilotando su propio navío, pues el piloto designado desapareció antes de la partida. En la isla Juan de Nova, en el canal de Mozambique encontraron a João da Nova regresando de la India, que invernaba allí después de sufrir un boquete en el casco de su navío Frol de la mar. Lo rescató y la nave se unió a la flota. Desde Malindi, Tristão da Cunha envió una expedición portuguesa a Etiopía, que entonces se creía pensaba estaba más próxima. La misión incluyó al padre João Gomes, João Sanches y al tunecino Sid Mohammed (sin conseguir atravesar por Malindi regresarían a Socotora, en donde Afonso de Albuquerque consiguió desembarcarlos en Filuk, puerto del cabo Guardafui). Después de una serie de ataques afortunados a las ciudades árabes de la costa oriental africana, siguieron a Socotora, donde no había noticias de cristianos, y que tomaron en agosto de 1507, iniciando una fortaleza. Cuatro años después sería abandonada, dada su ineficacia para controlar la entrada del mar Rojo, pasando Adén a ser el punto preferible.
En Socotora los caminos de los dos capitanes se separaron: Tristão da Cunha partió para la India, yendo a apoyar a los portugueses cercados en Cananor; Afonso de Albuquerque navegó con una flota de seis navíos y quinientos hombres rumbo a la isla de Ormuz, en el golfo Pérsico, uno de los centros clave del comercio en Oriente. En el transcurso conquistaron las ciudades de Curiate (Kuryat), Mascate y Corfacão (actual Khor Fakkan), aceptando la sumisión de las ciudades de Kalhat y Soar (Sohar).
El 25 de septiembre de 1507, llegaron a Ormuz precedidos de una temible reputación y rápidamente se apoderaron de la isla, cuyo rey aceptó convertirse en tributario del rey de Portugal. Pasados pocos días, llegó un enviado de Persia que venía a exigir el pago de tributo al sah Ismail I. El emisario persa fue enviado de regreso con la respuesta que el tributo apenas sería más que las balas de cañón y armas, comenzando así la conexión entre Albuquerque y el sah Ismail I (muchas veces referido como Jeque Ismael), fundador del imperio safávida.

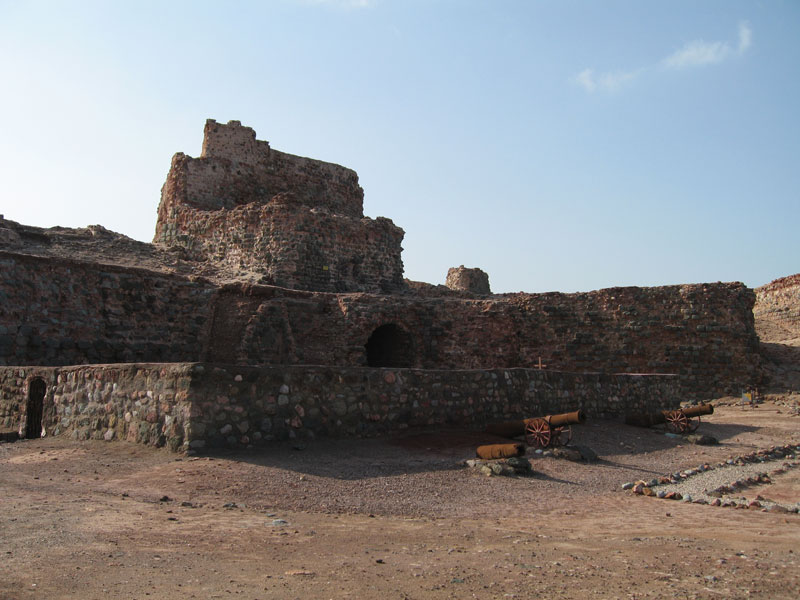
Fuerte de Nuestra Señora de la Concepción de Ormuz, ruinas en la isla de Gerun (ahora Irán).

Como fruto del acuerdo con el rey de Ormuz, Albuquerque inmediatamente comenzó la construcción del Fuerte de Nuestra Señora de la Victoria en Ormuz (más tarde renombrado como Forte de Nuestra Señora de la Concepción). La primera piedra se colocó con gran pompa y entusiasmo por Albuquerque el 24 de octubre, con sus hombres de todas las condiciones participando en los trabajos de construcción. Sin embargo, tras el desafío cada vez mayor de sus capitanes, que se lamentaban del trabajo duro y en condiciones difíciles, varios navíos desertaron para la India Con la flota reducida a dos navíos y sin suministros, Afonso de Albuquerque fue obligado a salir de Ormuz, en abril de 1508. Volvió a Socotora, donde encontró la guarnición portuguesa pasando hambre, y para reabastecer ese asentamiento asaltó navíos musulmanes en la ciudad de Kālhāt (Baréin). Regresó de nuevo a Ormuz y luego se dirigió a la India.

### Preso en Cananor
Afonso de Albuquerque llegó a Cananor, en la India, en diciembre de 1508. Allí imediatamente abrió delante del virrey Francisco de Almeida la carta sellada que recibiera del rey nombrándole Gobernador. Francisco de Almeida, junto al cual estaban ya los capitanes que habían abandonado a Albuquerque en Ormuz, confirmó también que la orden le había sido comunicada, mas rehusó pasar de inmediato el cargo, pretextando que su mandato terminaba en enero y que pretendía aún vengar la muerte de su hijo junto de Mirocem. Afonso de Albuquerque, al ver recusada su promesa de trabar una batalla el mismo, y puesto que el virrey propuso pagarle lo debido al cargo de gobernador, acató esta orden hacer frente a Francisco de Almeida y se fue a Cochín, donde aguardó indicaciones del reino, sustentando de su bolsillo su comitiva.
Es descrito por el cronista Castanheda (ca. 1500-1559) soportando pacientemente la oposición declarada del grupo que se juntara en torno de Francisco de Almeida, con quien tuvo contactos formales. Cada vez más condenado al ostracismo, al saber de la llegada a la India de la armada del fidalgo Diogo Lopes de Sequeira con la misión de llegar a Malaca, le escribió para que intercediese, pero no le hizo caso y se unió al virrey. Simultáneamente, Afonso de Albuquerque recusó las aproximaciones de los que lo desafiaban a tomar el poder.
El 3 de febrero de 1509, Francisco de Almeida avanzó con fuerza para la batalla de Diu, que asumió como venganza personal por la muerte de su hijo Lourenço de Almeida en circunstancias dramáticas en la batalla de Chaul. Su victoria fue determinante: otomanos y mamelucos egipcios abandonaron las aguas del Índico, asegurando el dominio portugués durante más de 100 años.
En agosto, tras una petición de los antiguos capitanes y de Diogo Lopes de Sequeira considerando a Afonso de Albuquerque inepto para el gobierno, Francisco de Almeida le envió a la fortaleza de Santo Ângelo en Cananor. Allí permaneció aislado, lo que el propio Albuquerque consideró estar bajo prisión. En septiembre de 1509 Diogo Lopes de Sequeira avanzó en la misión de establecer contacto con el sultán de Malaca, pero no pudo, dejando detrás a 19 prisioneros.

## Gobernador de la India Portuguesa (1509-15)
En octubre, llegó a Cananor el Mariscal del Reino, Fernando Coutinho. Fue el más importante fidalgo del reino que alguna vez se hubiera desplazado al Índico, pariente de Afonso de Albuquerque, y llevaba una armada de quince navíos y 3000 hombres enviada por el rey para defender sus derechos y tomar Calicut. El 4 de noviembre, Albuquerque dio inicio a su gobierno. Después de la partida cinco días más tarde de Francisco de Almeida, Albuquerque rápidamente demostró su energía y determinación como segundo gobernante del estado de la India, cargo que ocuparía hasta su muerte.
Afonso de Albuquerque pretendía construir fortalezas en los puntos estratégicos de la costa, capaces de ser abastecidas por mar, para así dominar el mundo musulmán y controlar la red de comercio en el Índico, idea a la que D.Francisco de Almeida y sus capitanes se habían opuesto por considerar que no tenían capacidad para mantenerlas. Inicialmente, Manuel I y el Consejo del Reino intentaron distribuir el poder desde Lisboa, creando tres áreas de jurisdicción en el Índico: Albuquerque seguiría con la misión de tomar Ormuz, Adén y Calicut, misión que hasta el fin procuró cumplir; Diogo Lopes de Sequeira fue provisto con una flota y enviado para el Suroeste asiático, con la misión de tratar de llegar a un acuerdo con el sultán de Malaca, pero fracasó retornando a Cochín y al reino; a Jorge de Aguiar se le concedió el área entre el cabo de Buena Esperanza y Guyarat, siendo sucedido por Duarte de Lemos que partió para el reino dejando a Albuquerque sus navíos.

### Ataque fallido a Calicut
En enero de 1510, cumpliendo las órdenes del reino y sabiendo de la ausencia del samorim, Afonso de Albuquerque avanzó para Calicut (actual Kozhikode). Sin embargo tuvo que retirarse después de que el mariscal Fernando Coutinho, en contra de sus avisos, se vio enredado en el interior de la ciudad fascinado por el saqueo y habiendo sufrido una emboscada. Para salvarle, Afonso de Albuquerque sufrió graves daños y tuvo que retirarse.

### Conquista de Goa (1510)
Fallado el ataque a Calicut, Albuquerque se apresuró a formar una poderosa armada, reuniendo veintitrés naves y 1200 hombres. Relatos contemporáneos afirman que pretendía combatir a la flota mameluca egipcia en el mar Rojo o regresar a Ormuz. Sin embargo, informado por Timoja (un corsario hindú al servicio del Reino de Bisnaga) de que sería más fácil encontrarla en Goa, donde se había refugiado después de la batalla de Diu, dada la enfermedad del sultán Hidalcão (1459-1511) y la guerra entre los sultanatos del Decán. embistió por sorpresa y consiguió la captura de Goa en el sultanato de Bijapur. Así cumplió otra misión del reino, que no pretendía ser visto como eterno «hóspede» de Cochín, y codiciaba Goa por ser el mejor puerto comercial de la región, que almacenaba caballos árabes para los sultanatos del Decán.
El primer ataque a Goa tuvo lugar del 4 de marzo al 20 de mayo de 1510. Tras una primera ocupación, sintiéndose incapaz de asegurar la ciudad dado el mal estado de sus fortificaciones, la contracción del apoyo inicial de la población hindú y la insubordinación entre los suyos después de un fuerte ataque de Ismail Adil Shah, Afonso de Albuqerque rehusó un acuerdo ventajoso de paz y la abandonó en agosto. La flota destrozada y una revuelta palaciega en Cochín dificultaban su recuperación. Cuando llegaron nuevos navíos del reino se destinaban apenas a Malaca, bajo el mando del fidalgo Diogo Mendes de Vasconcelos, quien había sido dado el mando rival de la región.
Apenas tres meses después, el 25 de noviembre, Albuquerque reapareció en Goa con una flota totalmente renovada y Diogo Mendes de Vasconcelos, contrariado, a su lado con los refuerzos de Malaca y trescientos malabares. En menos de un día tomó posesión de Goa a Ismail Adil Shah y sus aliados otomanos, que se rindieron el 10 de diciembre. Se estima que 6000 de los 9000 defensores musulmanes de la ciudad murieron, ya sea en la violenta lucha callejera o se ahogaron mientras trataban de escapar. Reconquistó el apoyo de la población hindú mas frustró las expectativas de Timoja, que ambicionaba volverse gobernador de la ciudad: Afonso de Albuquerque lo recompensó nombrándole representante del pueblo, como intérprete conocedor de las costumbres locales. A pesar de los ataques constantes, Goa se convirtió en el centro de la presencia portuguesa, con la conquista desencadenando el respeto de los reinos vecinos: el sultán de Gujarat y el samorim de Calicut enviaron embajadas, ofreciendo alianzas, concesiones y locales para fortificar.
Ante las quejas de escasez de moneda local, Albuquerque comenzó ese año en Goa la primera acuñación de moneda portuguesa fuera del reino de Portugal, aprovechando la oportunidad para anunciar la conquista territorial. La nueva moneda mantuvo el peso, forma y tamaño de las monedas locales, pero presentaba en una cara la cruz y en la otra una esfera armilar que Manuel entonces adoptara como símbolo.

### Toma de Malaca (1511)

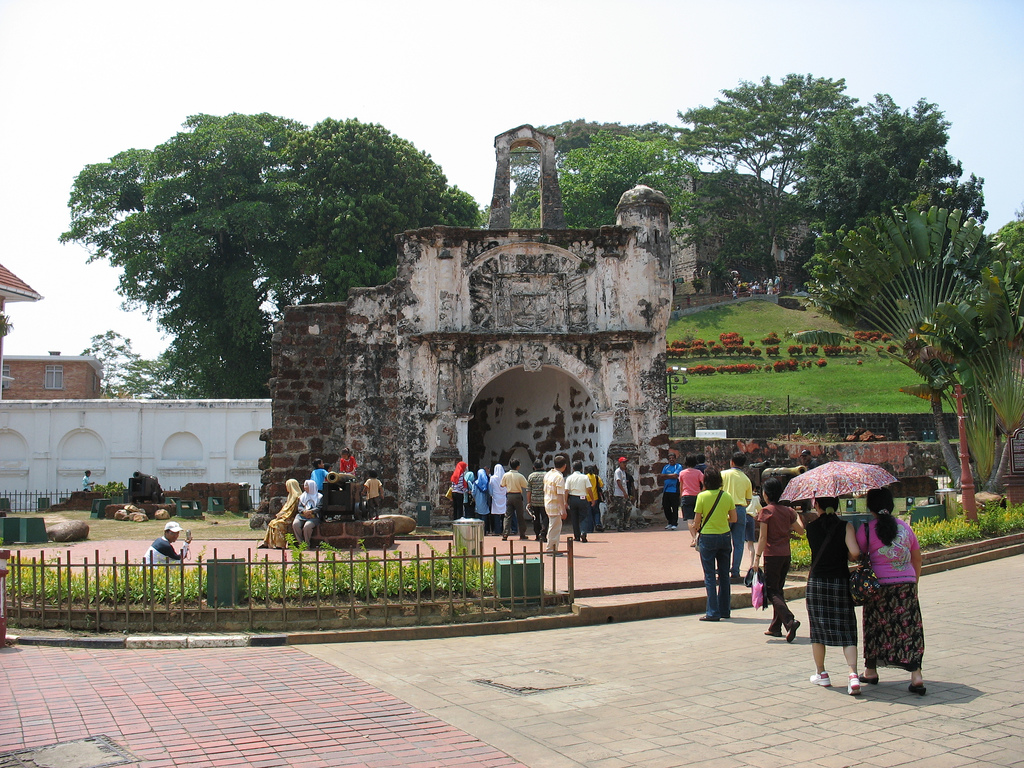
«A Famosa», puerta de la fortaleza de Malaca mandada a construir por Afonso de Albuquerque después de la conquista.

En febrero de 1511, a través de un comerciante hindú llamado Nina Chatu, llegó una carta de Rui de Araújo, un prisionero portugués en Malaca, instándole a atacar con la mayor armada posible, y dando pormenores sobre los procedimientos. Albuquerque se la mostró a Diogo Mendes de Vasconcelos, como argumento para armar una flota conjunta. En abril de 1511, después de fortificar Goa, reunió una fuerza de unos 900 portugueses y 200 mercenarios hindúes, con cerca de dieciocho navíos. Desafiando las órdenes de la corona, y pese a las protestas de Diogo Mendes de Vasconcelos, que reclamaba para sí el mando de la expedición, zarpó de Goa para el sultanato de Malaca, preparado para la conquista e instando a liberar a los portugueses. Bajo sus órdenes estaba Fernando de Magallanes, que participó en una embajada fallida de Diogo Lopes de Sequeira en 1509.
Después de una falsa salida hacia el mar Rojo, contorneó el cabo Comorim dirigiéndose al estrecho de Malaca. Era la ciudad más rica que los portugueses intentaban tomar, punto más importante al este de la red, donde se encontraban mercaderes malayos, gujarates, chinos, japoneses, javaneses, bengalíes, persas y árabes, entre otros, un comercio descrito por el botánico Tomé Pires (ca. 1465-ca. 1540) como de valores inestimables. A pesar de su riqueza, era una ciudad con construcciones civiles en madera, y pocos edificios de mampostería. En contrapartida estaba defendida por un poderoso ejército de mercenarios y artillería, estimado en 20 000 hombres y más de 2000 piezas. Su mayor debilidad era la impopularidad del gobierno del sultán Mahmud Shah, que al favorecer a los musulmanes engendró insatisfacción en los restantes mercaderes.
Albuquerque avanzó con arrojo los navíos sobre la ciudad, ornamentados con pendones y disparando salvas de cañón. Declaróse entonces señor de toda la navegación, exigiendo al sultán que liberase a los prisioneros portugueses de 1509, que pagase los daños causados y pidió permiso para construir una factoría fortificada. El sultán acabó por liberar a los prisioneros, pero no se mostró impresionado por el pequeño contingente portugués. Albuquerque incendió entonces algunos navíos del puerto y cuatro edificios costeros, para forzar la respuesta del sultán.
La ciudad estaba dividida por el río de Malaca, y unida por un puente, un puente estratégico. El 25 de julio los portugueses desembarcaron al amanecer en una lucha reñida, en la que fueron atacados con flechas envenenadas, y al atardecer tomaron el puente, aguardando la reacción del sultán, mas retrocedieron a los navíos. Viendo que el sultán no respondía, prepararon un junco alto que fue ofrecido por los mercaderes chinos, llenándolo de hombres, artillería, sacos de arena. Mandado por António de Abreu lo hicieron subir el río en la marea alta, hasta el puente, con éxito: al día siguiente todo el contingente había desembarcado. Embistiendo ferozmente, derrumbaron las barricadas que habían sido construidas entretanto. De súbito, el sultán finalmente apareció, llevando a su ejército de elefantes de guerra para aplastar a los invasores. A pesar del espanto, uno de los portugueses, Fernão Gomes de Lemos, aproximóse y picó a uno de los animales con una lanza, haciéndole erguirse y recular. Otros portugueses le imitaron y el frente de elefantes reculó presa del pánico, derrumbando al ejército que los seguía, y al propio sultán, provocando el caos y dispersándolo. Siguió una semana de calma. Albuquerque y sus hombres descansaron esperando la reacción del sultán. Los mercaderes a su vez se acercaron, pidiendo la protección de los portugueses. Se les dieron banderas para marcar sus tiendas, una señal de que no serían saqueadas. El 24 de agosto los portugueses volvieron a atacar, pero el sultán y sus aliados guzerates se habían ido. Con órdenes firmes, procedieron al saqueo de la ciudad, respetando las banderas y consiguiendo aun así un fabuloso botín
Albuquerque permaneció en la ciudad, construyendo de inmediato una fortaleza, preparando las defensas contra un eventual contraataque malayo, distribuyendo sus hombres por turnos y utilizando las piedras de la mezquita y del cementerio. Pese a los retrasos causados por el calor y la malaria, se completó en noviembre de 1511, y fue conocida como «A famosa», de la que hoy sobrevive la puerta. Luego Albuquerque mandó grabar una gran lápida con los nombres de los principales participantes en la conquista. Como se generó una gran discusión sobre el orden en que deberían aparecer, Albuquerque la mandó asentar vuelta para la pared, apenas con una inscripción «Lapidem quem reprobaverunt aedificantes» («la lápida que reprobaron los constructores», en latín de la profecía de David, Salmos 118:22-23) en el frente.
En Malaca, Albuquerque estableció la administración portuguesa, nombrando a Rui de Araújo factor y designando a Nina Chatu para sustituir al anterior bendahara, como representante de la población kafir y consejero. Además de ayudar en el gobierno de la ciudad y la acuñación de moneda, proporcionó también los juncos donde se siguieron diversas misiones diplomáticas. Al mismo tiempo, prendió y ejecutó sin piedad al poderoso mercader javanés Utimuta Raja, a quien había dado el cargo de representante de la población javanesa, pero que mantuvo contactos con la familia real en el exilio.

### Misiones diplomáticas desde Malaca

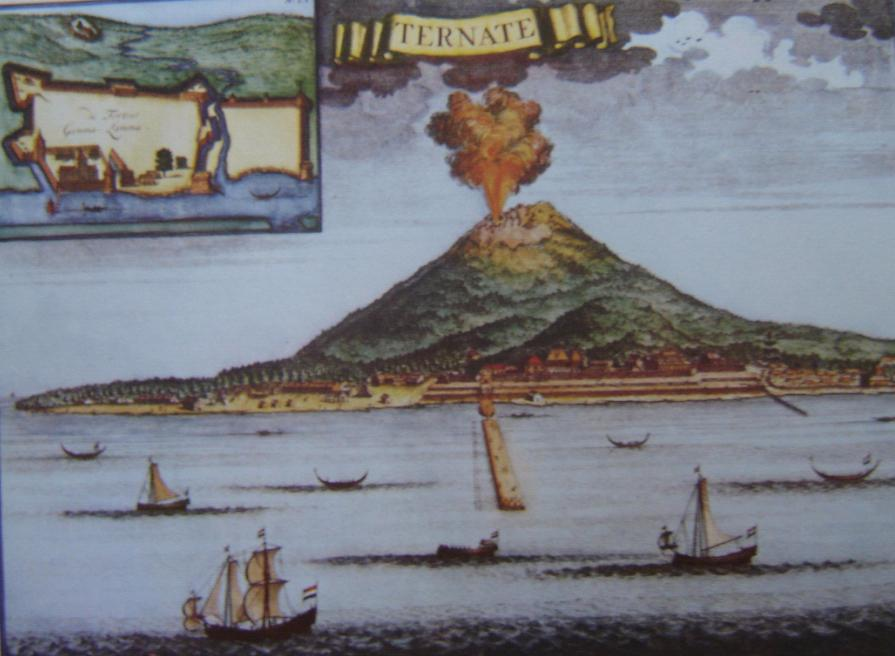
Forte de São João Baptista de Ternate, en el pasaje para el Pacífico, construido en secuencia de la expedición de Francisco Serrão a las Molucas

#### Misiones diplomáticas a Pegu, Sumatra y Síam (1511)
En Malaca, Albuquerque emprendió simultáneamente esfuerzos diplomáticos, demostrando amplia generosidad con los mercaderes del sudeste asiático, como los chinos, con la esperanza de que estos se hiciesen eco de las buenas relaciones con los portugueses. Envió varias misiones a los territorios vecinos: Rui Nunes da Cunha fue enviado a Pegu (actual Birmania) con el rey Binyaram para enviar un emisario a Cochín en 1514 y, conociendo las ambiciones siamesas sobre Malaca, envió de inmediato a Duarte Fernandes en misión diplomática al reino de Síam (actual Tailandia), donde fue el primer europeo en llegar viajando en un junco chino que regresaba a China, estableciendo relaciones de amistad entre los reinos de Portugal y de Síam.

#### Llegada a las Molucas (1512)
También en noviembre de ese año, al enterarse de la ubicación secreta de las llamadas ilhas das especiarias (islas de las especias), ordenó la partida de los primeros navíos portugueses hacia el Sudeste Asiático, mandados por sus hombres de confianza António de Abreu y por Francisco Serrão, guiados por pilotos malayos. Fueron los primeros europeos en llegar a las islas de Banda en las Molucas. La nave de Serrão encalló cerca de Ceram y el sultán de Ternate, Abu Lais, vislumbrando una oportunidad de aliarse con una poderosa nación extranjera, llevó a los tripulantes a Ternate en 1512. A partir de entonces, los portugueses fueron autorizados a erguir una fortaleza-factoría en la isla, en el paso hacia el océano Pacífico: el Fuerte de San Juan Bautista de Ternate.

#### Contactos con la China (1513)
A principios de 1513, navegando desde Pegu en una misión ordenada por Albuquerque, a Jorge Álvares se le concedió permiso para atracar en la isla de Lintin, en el delta del Río Perla, en el sur de China. Poco después, Albuquerque envió a Rafael Perestrello al sur de la China, procurando establecer relaciones comerciales con la dinastía Ming. En navíos de Malaca, Rafael navegó hasta Cantón (Guangzhou) en 1513 y de nuevo en 1515-16 para comerciar allí con mercaderes chinos. Estas expediciones, junto con las realizadas por Tomé Pires y Fernão Pires de Andrade, fueron los primeros contactos diplomáticos y comerciales directos de europeos con la China.

### Naufragio en elFlor de la Mar

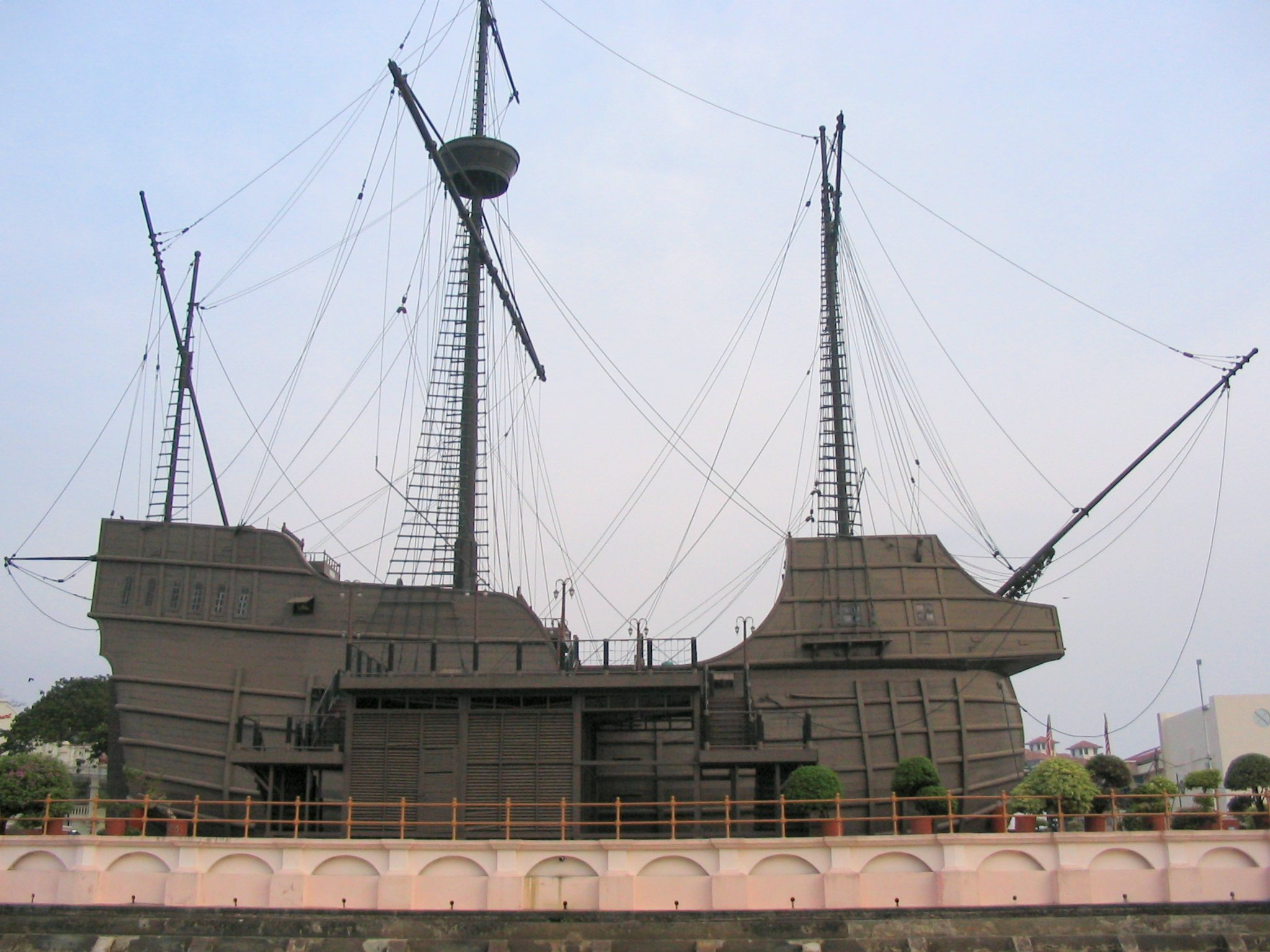
Réplica do navío "Flor de la mar", en el Museo Marítimo de Malaca

En la noche del 20 de noviembre de 1511, tras casi un año de estancia en Malaca, navegando de regreso a la India con el rico botín de la conquista de Malaca, una tempestad hizo naufragar la vieja nao Flor de la mar donde seguía Afonso de Albuquerque. El naufragio causó numerosas víctimas, y Albuquerque se salvó en condiciones difíciles apenas com a roupa que trazia (‘apenas con la ropa que traía’), con auxilio de una balsa improvisada. Se perdió el valioso botín de la conquista de Malaca, presentes del rey de Síam para el rey de Portugal y toda su fortuna.
Albuquerque regresó de Malaca a Cochín. No navegó a Goa, porque enfrentaba una grave revuelta liderada por las fuerzas de Ismael Adil Shah, sultán de Bijapur, liderada por Rasul Khan con la ayuda de algunos de sus compatriotas. En cuanto se ausentó de Malaca, los portugueses que se opusieron a la toma de Goa había renunciado a la posesión, incluso escribiendo al rey diciendo que sería mejor dejarla. Impedido de navegar por el monzón y con pocas fuerzas disponibles, tuvo que esperar la llegada de dos flotas con refuerzos, de su sobrino García de Noronha y de Jorge de Mello Pereira.
El 10 de septiembre de 1512, Albuquerque partió de Cochín para Goa con catorce navíos transportando 1700 soldados. Determinado a recuperar la fortaleza, preparó trincheras y el derrumbe de la muralla, pero en la mañana del ataque planeado, Rasul Khan se rindió. Albuquerque exigió la devolución de la fortaleza con toda la artillería, municiones y caballos, y que los desertores fuesen entregados. Algunos se habían unido Rasul Khan cuando fueron obligados a huir de Goa en mayo de 1510, otros durante el reciente asedio. Rasul Khan aceptó, a condición de que sus vidas fuesen perdonadas, abandonando Goa. Albuquerque cumplió su palabra, pero los castigó mutilándolos horriblemente. Uno de los renegados fue Fernão Lopes, enviado bajo custodia para Portugal, que huyó en la isla Santa Elena, llevando una vida de «Robinson Crusoe» durante muchos años. Después de estas medidas hizo de la ciudad la más floreciente de las colonias portuguesas en la India.

### Regreso al mar Rojo (1513)
En diciembre de 1512 había llegado a Goa Mateus, un embajador de Etiopía. Había sido enviado por la reina regente Elena de Etiopía, tras la llegada de los enviados de Tristão da Cunha venidos de Socotora en 1507. Seguirá como embajador para el rey Manuel I de Portugal y el papa, en busca de una alianza para contrarrestar el creciente poder otomano en la región. A pesar de la desconfianza de algunos, que lo consideraban un impostor o un espía musulmán, Albuquerque le recibió con honras e inmediatamente avisó al rey, que a su vez informó de su llegada al papa León X en 1513. Visto como el contacto tan esperado con el legendario Preste Juan y con Pêro da Covilhã, Mateus fue enviado por Albuquerque desde Cananor para Portugal.
En febrero de 1513, mientras Mateus estaba en Portugal, Albuquerque zarpó para el mar Rojo con una fuerza de alrededor de 1000 portugueses y 400 malabares. Estaba, desde el inicio, investido bajo las órdenes del reino en u na misión para garantizar el dominio de este canal para Portugal. La árida isla de Socotora se reveló ineficaz para controlar la entrada del mar Rojo y fue abandonada. La sugerencia de Albuquerque de que Massawa podría convertirse en una buena base portuguesa pudo haber sido influenciada por los contactos con Mateus. Sabiendo que los mamelucos estaban preparando una segunda flota en Suez, quiso avanzar antes de que los refuerzos llegasen a Adén y, así, sitió la ciudad. Adén era una ciudad fortificada y, a pesar de estar equipado con escalas de asalto estas quebraron. Después de mediodía de dura batalla, las fuerzas de Albuquerque acabaron por retirarse. Cruzaron entonces el mar Rojo en el interior del estrecho de Bab el-Mandeb, como la primera flota europea que navegara en esas aguas. Albuquerque intentó llegar a Yeda, mas los vientos fueron desfavorables y en mayo se recogió en la isla de Kamaran, hasta que la enfermedad y la falta de agua potable les obligaron a partir. En agosto de 1513, después de una segunda tentativa para llegar a Adén, volvieron a la India, sin resultados significativos. Intentando destruir el poder de Egipto, consta que Albuquerque ponderó la idea de desviar el río Nilo para secar todo el país. Entre las intenciones más demostrativas de su temperamento destaca el plan de robar el cuerpo del profeta Mahoma, quedándoselo como prenda en tanto todos los musulmanes no abandonasen Tierra Santa.

### Administración y diplomacia en Goa (1514)

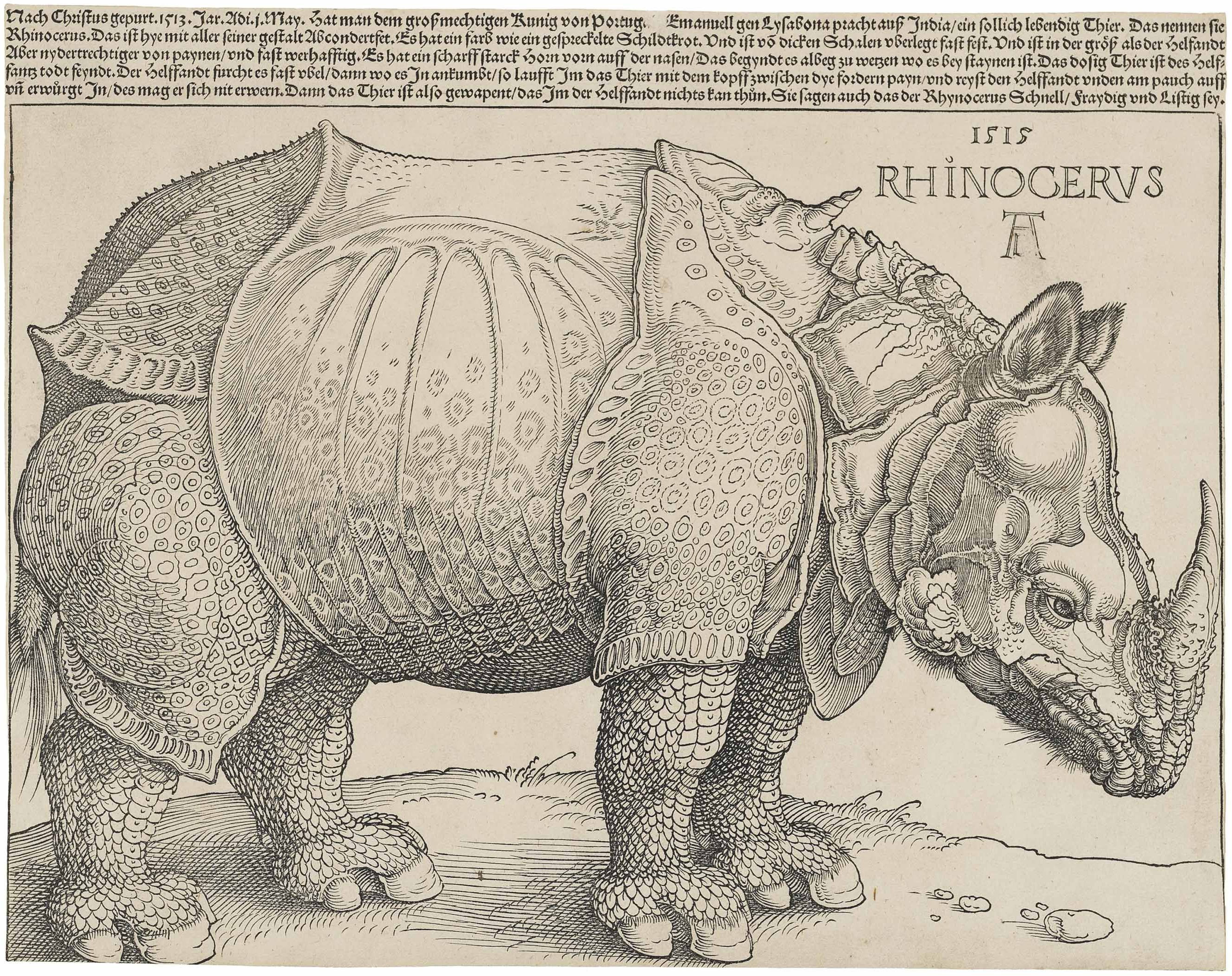
Rinoceronte de Durero (xilograbado de 1515).

En 1514, en la India, Afonso de Albuquerque se dedicó a la administración y a la diplomacia, para concluir una paz con Calicut, para recibir embajadas y para consolidar y embellecer Goa, estimulando los casamientos con locales. En esa época pocas portuguesas llegaban al Índico y, desde 1511 el gobierno portugués incentivó los casamientos de sus hombres con locales, una política definida por Albuquerque. Para promover la unión, el rey de Portugal atribuía el estatuto de hombre libre la exención del pago de impuestos a la Corona a los entonces conocidos como «casados», o «homens casados», que se aventuraban a establecerse en el exterior. Con el apoyo de Albuquerque, y a pesar de una gran oposición, los casamientos mixtos florecieron. Frecuentemente nombró locales para cargos de la administración portuguesa y no interfirió en las tradiciones, con la excepción del «satí», la inmolación de las viudas, que prohibió.
A principios de 1514, el rey Manuel I envió al papa León X una embajada fastuosísima encabezada por Tristão da Cunha, que recorrió las calles de la ciudad en una extravagante procesión de animales salvajes de las colonias y riquezas de las Indias que impresionaron a Europa. En ese año, Afonso de Albuquerque envió embajadores al sultán Muzafar II de Cambaia (hoy Khambhat, Gujarat), pidiendo autorización para construir una fortaleza en Diu. La misión regresó sin un acuerdo, pero intercambiaron presentes diplomáticos, incluyendo un rinoceronte indio. Albuquerque se lo envió al rey Manuel I, que a su vez lo envió como presente al papa León X. Sin embargo, murió en un naufragio frente a las costas de Italia. Basándose en una descripción escrita y un breve esbozo, el pintor alemán Alberto Durero creó entonces el famoso rinoceronte de Durero sin haber visto nunca el rinoceronte real, que fue el primer ejemplar visto en Europa desde tiempos de los romanos.
En 1514, atacó las Islas Comoras; el regente musulmán escapó milagrosamente escondido en un volcán donde no fue encontrado por los portugueses.
Su prestigio alcanzó su punto álgido, creando las bases del Imperio Portugués en Oriente y siendo «Chamado o Grande pelas heroicas façanhas com que encheu de admiração a Europa e de pasmo e terror a Ásia» [Llamado el Grande por las heroicas hazañas con que llenó de admiración a Europa y de pasmo y terror Asia].

### Conquista de Ormuz y últimos días (1515)
En 1513, después de regresar del mar Rojo, ya en Cananor, Albuquerque fue visitado por un embajador del sah Ismail I Safávida de Persia, que envió embajadores a Gujarat, Ormuz y Bijapur. El embajador enviado a Bijapur visitó a Albuquerque invitándole a nombrar un enviado de vuelta para Persia. Miguel Ferreira fue enviado a través de Ormuz para Tabriz, donde mantuvo varias conversaciones con el sah Ismail sobre los objetivos comunes de derrotar al sultán mameluco. Habiendo regresado con ricos presentes y un embajador, en marzo de 1515 en el regreso fueron recibidos por Albuquerque en Ormuz, donde fue a establecer su domínio. La isla en el golfo Pérsico se rindió sin resistencia. Allí permaneció, concluyendo la construcción de la fortaleza de Ormuz en 1515, invirtiendo en esfuerzos diplomáticos para su plan de dominio de los puntos estratégicos que permitían el control marítimo y el monopolio comercial de la India y de recibir enviados, más cada vez más enfermo. En noviembre de 1515, decidió regresar, pero no sobrevivió al viaje.
La carrera de Afonso de Albuquerque tuvo un final doloroso e ignominioso. En la corte portuguesa tenía muchos enemigos que no perdían la oportunidad de promover la envidia del rey Manuel I contra él, insinuando que pretendía la independencia del poder en la India. Su conducta, a veces imprudente y tiránica, sirvió a estos fines a la perfección. En el regreso de Ormuz, a la entrada del puerto de Goa, se cruzó con un navío venido de Europa que traía la noticia de su sustitución por su enemigo personal Lopo Soares de Albergaria, líder del grupo que se opuso a él cuando la sustitución del virrey. El golpe fue demasiado para Afonso de Albuquerque, que murió en el mar el 16 de diciembre de 1515.
Se le atribuye la frase de «Mal con el rey por el amor de los hombres, mal con los hombres por el amor del rey» (Mal com el rei por amor dos homens, mal com os homens por amor de el rei), que habría exclamado al saber la noticia. Poco antes de morir, en respuesta a una carta del rey amonestándolo por los gastos y las conquistas excesivas, y por no dedicarse al objetivo inicial, escribió una carta al rey en un tono digno y cariñoso, asumiendo su conducta y pidiendo para su hijo natural las honras y recompensas que le eran justamente debidas:

Señor - Yo le escribo a su alteza por mi mano, porque cuando esto hago, tengo muy grande salud, que es señal de morir: yo, señor, dejo a ese hijo por mi memoria, a quien dejo toda mi hacienda, que es bastante poca, pero déjole la obligación de todos mis servicios, que es muy grande: las cosas de la India ellas hablaran por mí y por él: dejó la India con las principales cabezas tomadas en vuestro poder, sin no fijar otra pendencia sin cerrarse y muy bien la puerta del estrecho; esto es lo vustra alteza me encomendó: yo, señor, os doy siempre mi consejo, para asegura la India, y de vos tirando de los gastos: pido a vos alteza por merced que recuerde todo esto, y que me haga a mi hijo mayor, y le de toda satisfacción de mi servicio: todas mis confianzas puesta en las manos de vos alteza y de la señora Reina, a ellas me encomiendo, que haran mis cosas grandes, pues acabo en cosas de vuestro servicio, y por ellas lo tengo merecido; y las mis pensiones, las cuales compre en su mayor parte, como vuestra alteza sabe, besándole las manos en mi hijo: escrita en el mar a seis días de diciembre de 1515.
Senhor. - Eu nam escrevo a vos alteza per minha mão, porque, quando esta faço, tenho muito grande saluço, que he sinal de morrer: eu, senhor, deixo quá ese filho per minha memória, a que deixo toda minha fazemda, que he assaz de pouca, mas deixo lhe a obrigaçam de todos meus seruiços, que he mui grande: as cousas da india ellas falarám por mim e por elle: deixo a india com as principaes cabeças tomadas em voso poder, sem nela ficar outra pendença senam cerrar se e mui bem a porta do estreito; isto he o que me vosa alteza encomendou: eu, senhor, vos dey sempre por comselho, pera segurar de lá india, irdes vos tirando de despesas: peçoa vos alteza por mercee que se lembre de tudo isto, e que me faça meu filho grande, e lhe dè toda satisfaçam de meu seruiço: todas minhas confianças pus nas mãs de vos alteza e da senhora Rainha, a elles m emcomemdo, que façam minhas cousas grandes, pois acabo em cousas de voso seruiço, e por elles vollo tenho merecido; e as minhas tenças, as quaes comprey pela maior parte, como vossa alteza sabe, beijar lh ey as mãos pollas em meu filho: escrita no mar a 6 dias de dezembro de 1515.
 Afomso dalboquerque, carta de Afonso de Albuqerque al rey Manuel I

El rey Manuel I envió a Lopo Soares de Albergaria en marzo de 1515. Pero en agosto, a través de contactos en Venecia, ya se sabía que el sultán mameluco de El Cairo, incomodado con los avances en el mar Rojo, preparaba en Suez una flota con hombres y artillería prontos para enfrentar a los portugueses en la India y, principalmente, en Ormuz. Temiendo los efectos y arrepentido de haber sustituido a Albuquerque, escribió de inmediato a Lopo Soares, pidiéndole que en el caso de que ya hubiese iniciado la gobernación devolviese a Albuquerque el mando de las operaciones, proveyéndole de los medios para que este pudiese combatir las fuerzas rivales. Sin embargo, cuando llegó la carta, Albuquerque había fallecido.
Según Brás de Albuquerque, antes de morir Albuquerque pidió vestir el manto de la Orden militar de Santiago, «ya que era comendador». En Goa su cuerpo fue recibido por una multitud que no creía que Albuquerque estuviese muerto. Así fue enterrado en la iglesia de Nossa Senhora da Serra en Goa» que mandó edificar en 1513, en cumplimiento de un voto por ser salvado con su nave de uns baixios en la isla de Kamaran (esta iglesia fue demolida entre 1811 y 1842, durante el breve período de dominio británico de Goa). En 1566, pasados 51 años, «fue trasladado, como disponía su testamento, al convento de Nossa Senhora da Graça dos Religiosos Eremitas de Santo Agostinho da corte, para donde fue conducido el 19 de mayo de 1566 con pompa». La iglesia de Gracia se derrumbó en el terremoto de Lisboa de 1755 y fue reconstruida, perdiéndose el rastro del túmulo original.

## Legado y descendencia

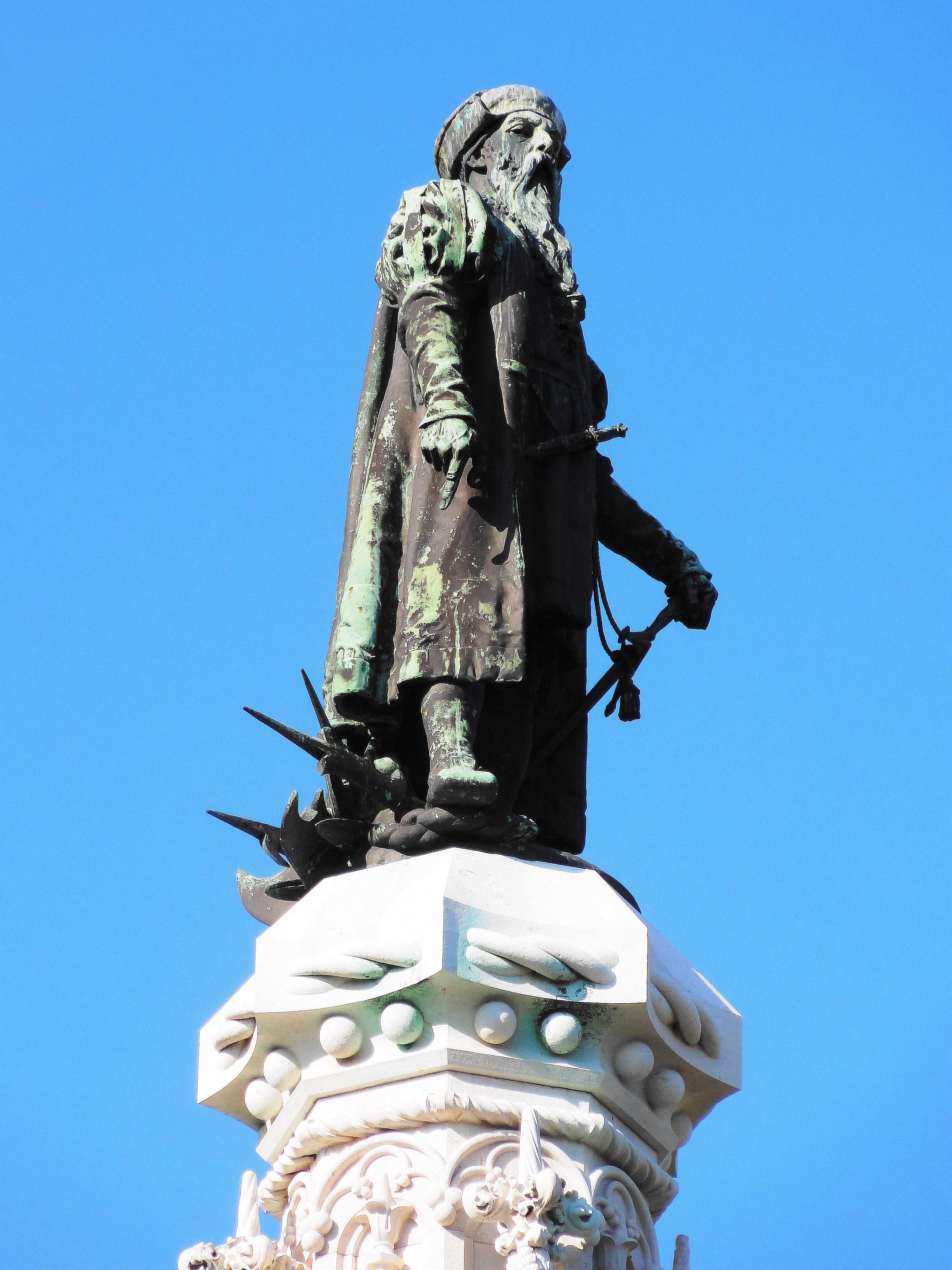
Estatua de Afonso de Albuquerque en Lisboa

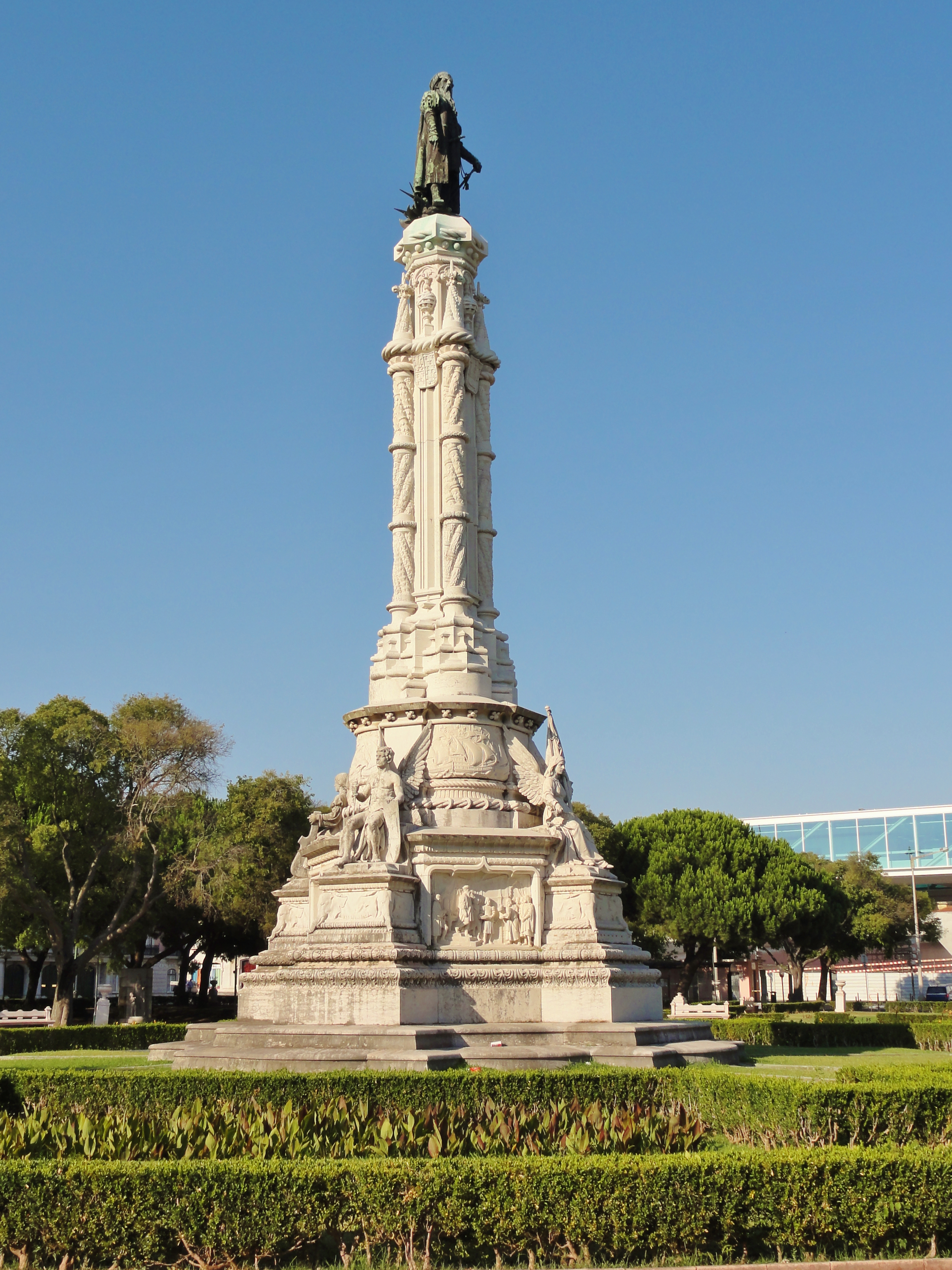
Monumento (1902) en la plaza Afonso de Albuquerque, Belém, Lisboa.

- El rey Manuel I de Portugal, reconociendo demasiado tarde su fidelidad, procuró reparar la injusticia con que fue tratado llenando de honras a su hijo natural Brás de Albuquerque (1500-1580),[68] cumpliendo así la última petición de Afonso de Albuquerque. Bautizado Brás, este se cambió el nombre por Afonso «a sugerencia del rey Manuel, queriendo este príncipe también eternizar en su persona la memoria de su ilustre progenitor» (por insinuação do rei D. Manuel, querendo este Príncipe igualmente eternizar na sua pessoa a memória de seu ilustre progenitor);
- en 1557, Brás de Albuquerque publicó una selección de los documentos de su padre con el título Commentarios de Afonso dAlboquerque capitão geral & gouernador da India, colligidos… das propias cartas que elle escreuia ao muyto poderoso Rey Dõ Manuel. Serían impresos por segunda vez en 1576, con el título Comentários do Grande Afonso de Albuquerque. En esa segunda edición, com ya más de 70 años, Brás de Albuquerque corrigira y completara la información, como afirma en la dedicatória al rey Sebastião de Portugal;
- en 1572, los hechos de Albuquerque fueron celebrados por Luís Vaz de Camões en Os Lusíadas, Canto X (estrofas 40 a 49);
- en 1932, Fernando Pessoa retrata a Albuquerque en la obra Mensagem en el capítulo al que llama Brasão (‘Bandera’), como un ala del grifo simbólico del imperio portugués, siendo la otra João II de Portugal y, la cabeza, el Infante D. Henrique;
- una extraordinaria y cara variedad de mango que Afonso de Albuquerque acostumbraba a traer de sus viajes de la India, fue nombrada en su honor y se sigue vendiendo en todo el mundo como mango Afonso.[69]

### Títulos y honras

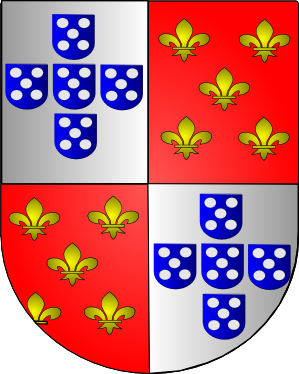
Armas del duque de Goa.

En 1515, con el fin de su mandato de Gobernador, Afonso de Albuquerque fue hecho virrey y duque de Goa por el rey Manuel I, que entonces le concedió el tratamiento de Dom y los títulos de virrey de la India y de Senhor do Mar Vermelho, títulos que nunca disfrutó en vida. El título de duque de Goa fue el primero título nobiliario portugués de duque concedido fuera de la familia real y el primero referente a una localidad fuera del Reino. Siendo un título en vida, se extinguió con su muerte en ese mismo año.
| Predecesor: Francisco de Almeida | 2.º virrey de la India portuguesa 1509-1515 | Sucesor: Lopo Soares de Albergaria |